# 勒博诺姆
勒博诺姆（法語：Le Bonhomme，法語發音：[lə bɔnɔm] ⓘ），法国东北部市镇，位于大东部大区上莱茵省，隶属于科尔马-里博维莱区，其市镇面积为21.98平方公里，2022年1月1日时人口数量为753人，在法国市镇中排名第12,390位（2022年）。
勒博诺姆位于上莱茵省西北部，孚日山东麓，其西侧与孚日省接壤，连接科尔马和南锡之间的公路由此通过，因其同名垭口而闻名。

## 地名来源
根据当地官方网站的论述，“Bonhomme”一名出自讷韦尔主教圣迪耶，孚日山西侧的孚日圣迪耶即亦其命名；阿尔萨斯地名学家米歇尔·保罗·于尔邦（Michel Paul Urban）则认为“Le Bonhomme”一名亦可能转写自日耳曼人名“Gutmann”。1871至1918年间以及第二次世界大战期间，勒博诺姆被德意志帝国统治，当地曾使用“Diedolshausen”作为官方名称。定冠词“Le”自1933年起成为当地官方名称的一部分。

## 历史

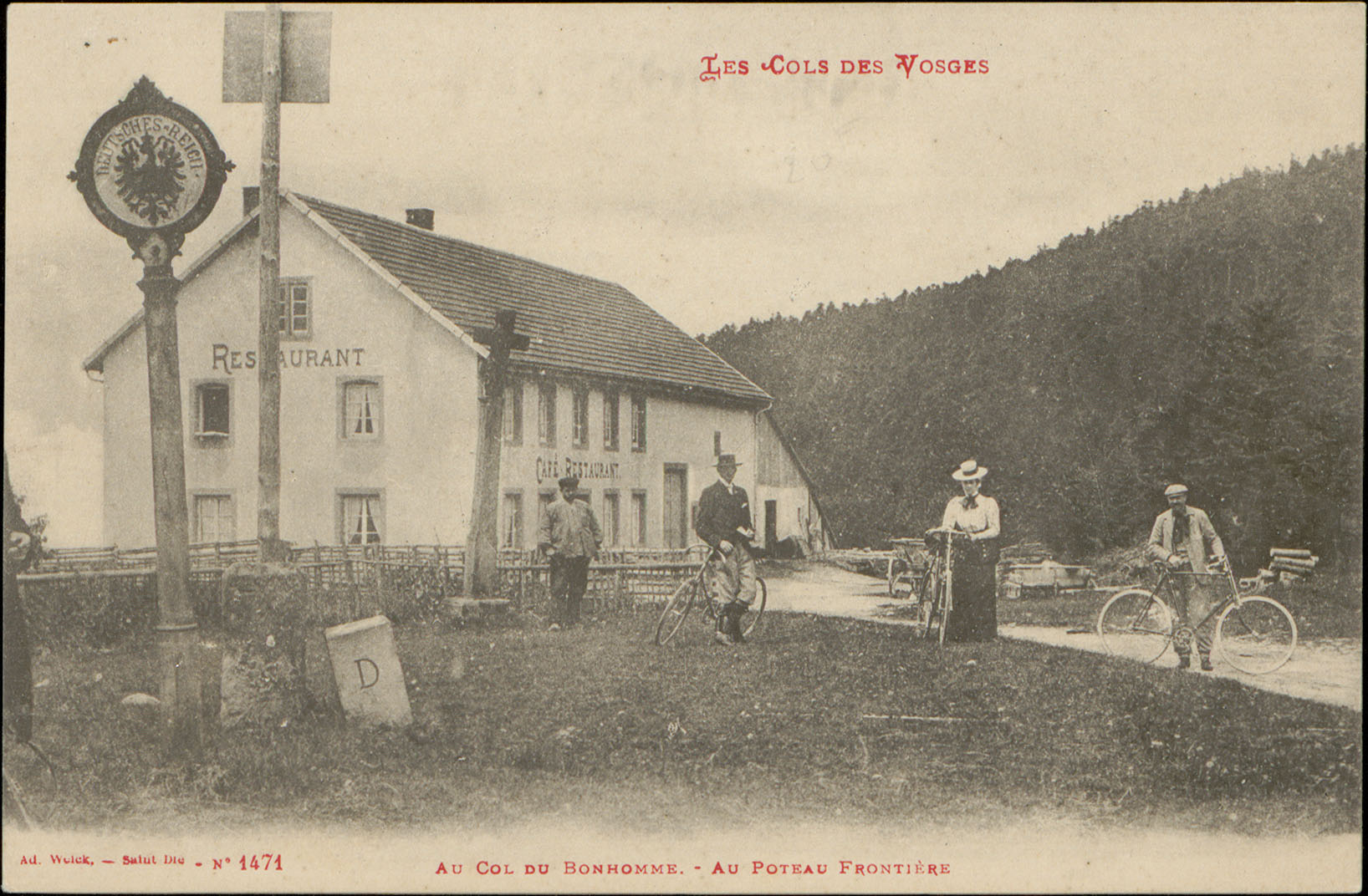
1880至1945年间的勒博诺姆垭口

勒博诺姆的早期历史尚不清楚。根据当地官方网站的论述，勒博诺姆可能由圣人迪耶于公元七世纪时建造，而当地的确切记载则出现于公元十三世纪。中世纪末，跨越孚日山的通道逐渐形成，勒博诺姆成为一个驿站。法国大革命后，博诺姆成为上莱茵省的一个市镇。普法战争结束后，博诺姆及其所处的阿尔萨斯-洛林地区被划入德意志帝国，博诺姆被划入新设立的里博维莱县。一战期间，德法双方曾在博诺姆境内的莱福顶展开激烈的交战。一战结束后，阿尔萨斯-洛林地区根据《凡尔赛条约》重归法国，博诺姆改属里博维莱区（2015年并入科尔马-里博维莱区）。

## 地理

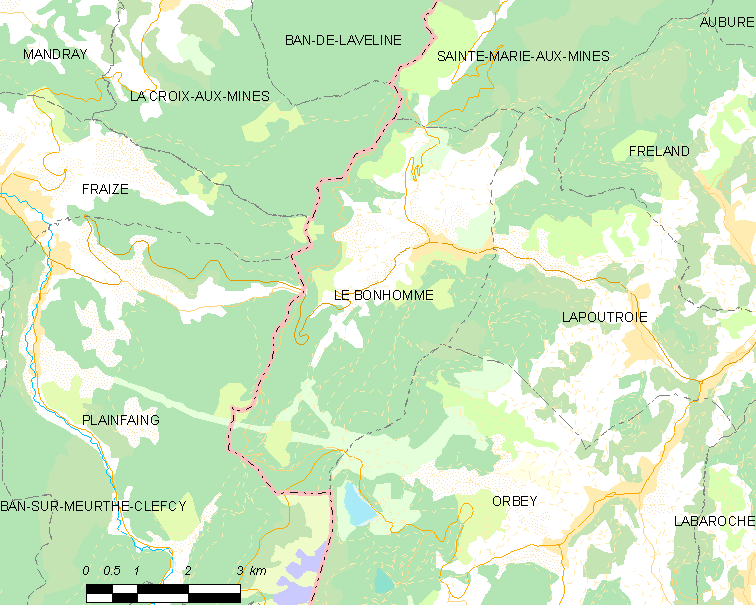
勒博诺姆市镇范围地图

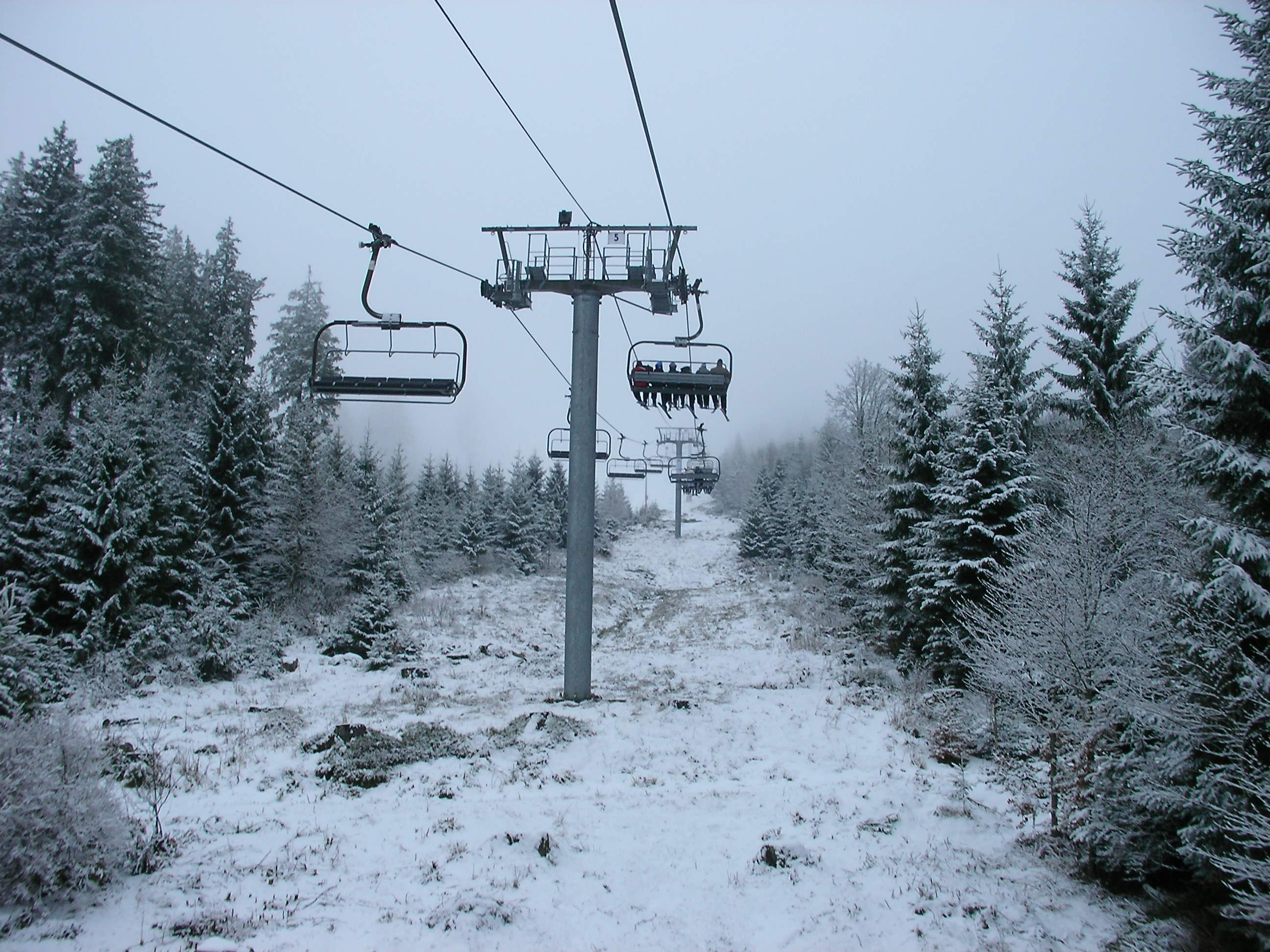
勒博诺姆境内的布朗湖滑雪场缆车

勒博诺姆位于法国东北部，大东部大区东部和上莱茵省西北部，距离省会科尔马大约25公里。与勒博诺姆接壤的市镇包括：拉克鲁瓦欧米讷、弗赖兹、拉普特鲁瓦、奥尔贝、圣玛丽欧米讷和普兰凡。

### 地形
勒博诺姆位于孚日山脉山脊东麓，境内以山地为主，市镇中心位于一处河谷内部，全境海拔在644到1,231米之间。

### 水文
勒博诺姆位于莱茵河流域范围内，贝伊讷河发源于勒博诺姆境内的卢什巴克岭并向东经镇中心流出市境。

### 植被
勒博诺姆属于温带阔叶混交林区，部分高海拔地区可能有针叶林分布，是孚日山圆顶峰自然保护区的组成部分，林地广泛分布于河流附近及坡地地带。
在鲜花城市的评比中，勒博诺姆暂未被评级。

### 自然灾害
勒博诺姆的地震危险度等级为3级，属于中危险；氡辐射等级为3级，属于高危险。1982至2025年1月间，勒博诺姆境内共发生7次有记录的自然灾害，其中5次洪涝，1次山体滑坡。

### 气候
勒博诺姆在柯本气候分类法中属于带有大陆性及山地气候特征的温带海洋性气候（Cfb）。

## 行政区划
勒博诺姆的市镇编号为68044，邮政编号为68650。
在行政管理方面，勒博诺姆隶属于法国大东部大区上莱茵省科尔马-里博维莱区；在地方选举方面，勒博诺姆隶属于圣玛丽欧米讷县，其市镇范围全境被划入上莱茵省第二选区；在社会管理方面，勒博诺姆是凯瑟斯贝格谷市镇公共社区的组成部分。
截至2025年1月，勒博诺姆市镇范围内暂无任何安全优先街区及城市政策优先街区。
法国国家统计与经济研究所（简称“INSEE”）在进行数据统计时，未将勒博诺姆划入任何城市核心区（Unité urbaine），将包括勒博诺姆在内的周边共95个市镇划为科尔马城市辐射区。此外，INSEE还将勒博诺姆市镇整体看作一个“块区”（IRIS），以便于统计人口分布情况。

## 交通

### 公路
上莱茵省省道D48线、D148线和D415线在勒博诺姆境内交汇。大东部大区城际客运（商业名称为“Fluo Grand Est”）下属的上莱茵省城际客运68D013线经停勒博诺姆，可通往科尔马、凯瑟斯贝格-维尼奥布勒等地。
2021年，64.4%的勒博诺姆家庭拥有至少一辆私人汽车。2023年，勒博诺姆境内共发生各类交通事故1起，造成1人重伤。
| 23 | 23 |

| 24 | 26 |

| 科尔马 | 26 |

| 凯瑟斯贝格 | 14 |

| 孚日圣迪耶 | 32 |

| 阿努尔德 | 20 |

### 铁路
距离勒博诺姆最近的运营中的客运铁路车站为22公里外的洛格尔巴克站，该站停靠往返于科尔马和梅泽拉尔一线的区域列车。

### 航空
勒博诺姆距离巴塞尔-米卢斯-弗赖堡欧洲机场的公路里程大约84公里。

### 城市公共交通
截至2025年2月，勒博诺姆暂无城市公共交通系统。

## 政治

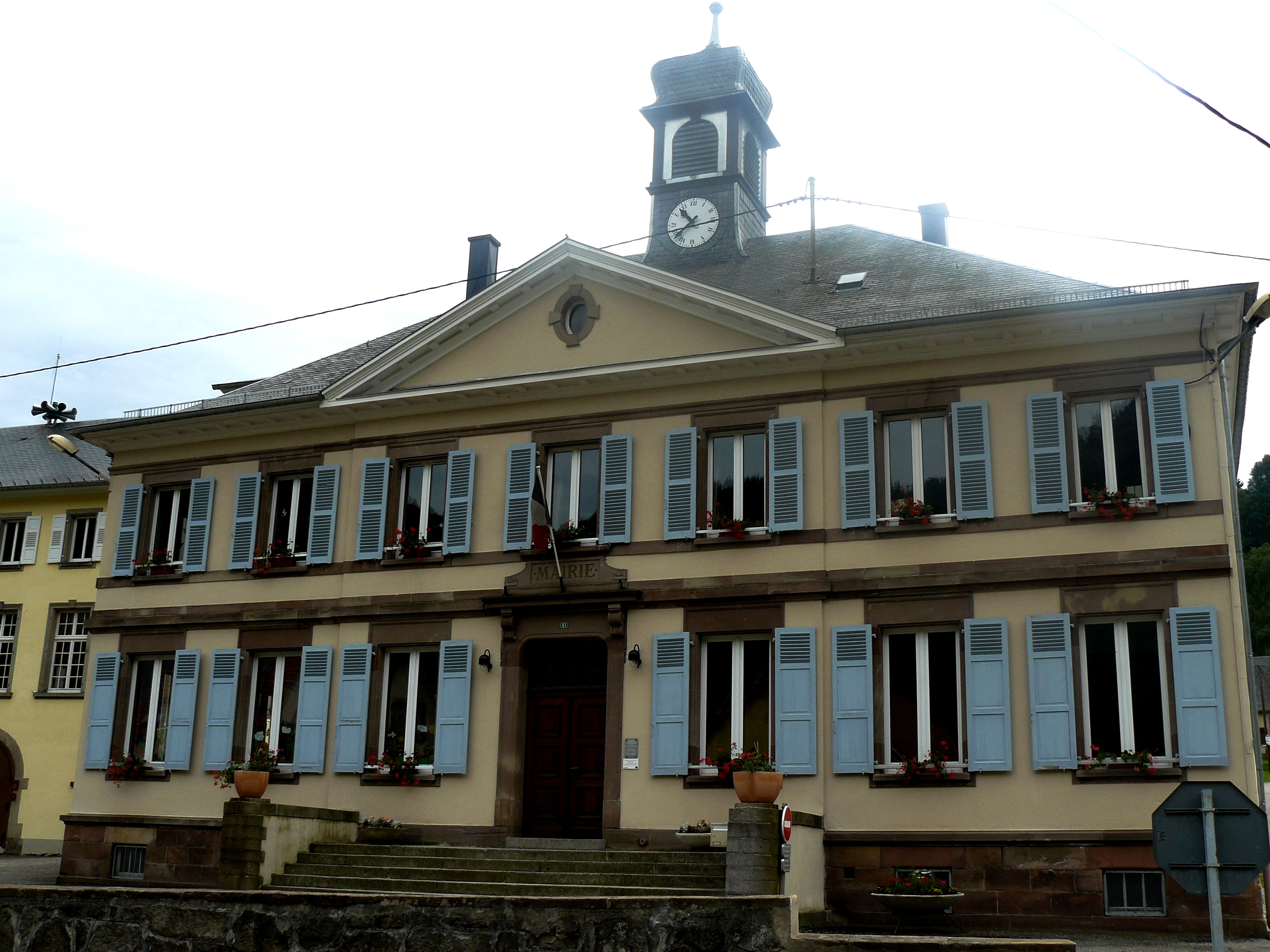
勒博诺姆市政厅

勒博诺姆的现任市长为弗雷德里克·佩兰先生（Frédéric PERRIN），他是一名无党派人士，在2020年的市政选举中获得了100%的支持率。
在2022年的法国总统大选的第二轮选举中，法国极右翼政党国民阵线主席玛丽娜·勒庞在勒博诺姆获得了56.83%的支持率。

## 人口
2022年，勒博诺姆市镇人口数量为753，在法国排名第12,390位。其中男性383人，女性366人，75岁及以上人口占9.3%，外籍人口数量为20人，人口密度为34人/平方公里，当地居民被称为（男性）或（女性）。2015至2021年间，勒博诺姆的人口增长率为–0.7%。2022年，勒博诺姆境内出生2人，死亡人口6人。
| 勒博诺姆1900年－2022年人口变化情况 |
|                                    |
| 数据来源：Cassini、INSEE           |

## 经济
勒博诺姆是一个区域性的中心城市。INSEE于2020年将勒博诺姆划入科尔马就业区（Zone d'emploi de Colmar），并又于2022年将其划入凯瑟斯贝格-维尼奥布勒生活区（Bassin de vie de Kaysersberg Vignoble）。截至2025年2月，勒博诺姆市镇范围内共有各类用人单位（包含自雇）162家，比上一年同期新增8家；（运动场地管理）、（工业设备）及（板车制造）是当地2022年已公布净利润最高的三个企业，分别为207,149欧元、145,644欧元和48,327欧元。

## 财政与居民收入
2023年，勒博诺姆的财政收入总额为884,470欧元，财政支出总额为834,240欧元，当年的债务总额为144,090欧元。2023年，勒博诺姆市镇通过增值税获得8,570欧元的收入，此外当地还共获得了62,850欧元的国家直接财政补助。
| 勒博诺姆居民收入情况                                                                               | 勒博诺姆居民收入情况 | 勒博诺姆居民收入情况 | 勒博诺姆居民收入情况 |
| 内容                                                                                               | 勒博诺姆             | 上莱茵省             | 法國                 |
| -------------------------------------------------------------------------------------------------- | -------------------- | -------------------- | -------------------- |
| 居民平均时薪                                                                                       | 不详                 | 15.4欧元（2022年）   | 17欧元（2022年）     |
| 高级职员人均时薪                                                                                   | 不详                 | 26.1欧元（2022年）   | 29.1欧元（2022年）   |
| 中级职员人均时薪                                                                                   | 不详                 | 16.5欧元（2022年）   | 16.6欧元（2022年）   |
| 普通职员人均时薪                                                                                   | 不详                 | 11.9欧元（2022年）   | 12.1欧元（2022年）   |
| 工人人均时薪                                                                                       | 不详                 | 12.9欧元（2022年）   | 12.5欧元（2022年）   |
| 贫困率                                                                                             | 不详                 | 13.7%（2021年）      | 14.5%（2021年）      |
| 青壮年（15至64岁）失业率                                                                           | 8.6%（2021年）       | 12.1%（2021年）      | 10.4%（2021年）      |
| 家庭总数                                                                                           | 317（2022年）        | 868（2022年）        | 1,160（2022年）      |
| 征税家庭数量占比                                                                                   | 45.4%（2023年）      | 57.1%（2022年）      | 44.8%（2022年）      |
| 家庭年均纳税                                                                                       | 3,000欧元（2023年）  | 4,133欧元（2022年）  | 4,481欧元（2022年）  |
| *注：INSEE未公布2,000人口以下市镇的部分经济数据。 资料来源：INSEE、L'Internaute、Le Journal du Net |                      |                      |                      |

## 社会事务

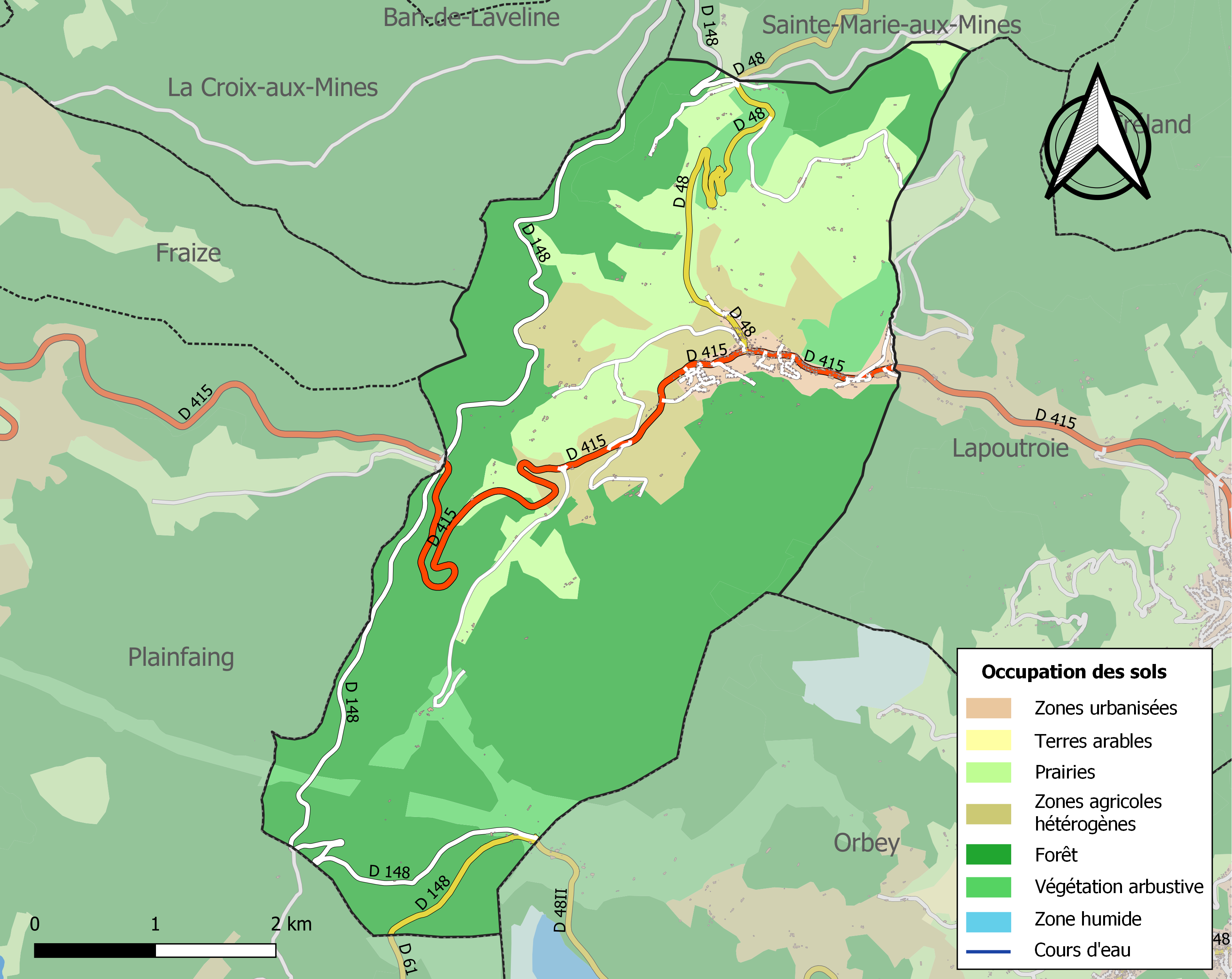
勒博诺姆土地利用情况地图

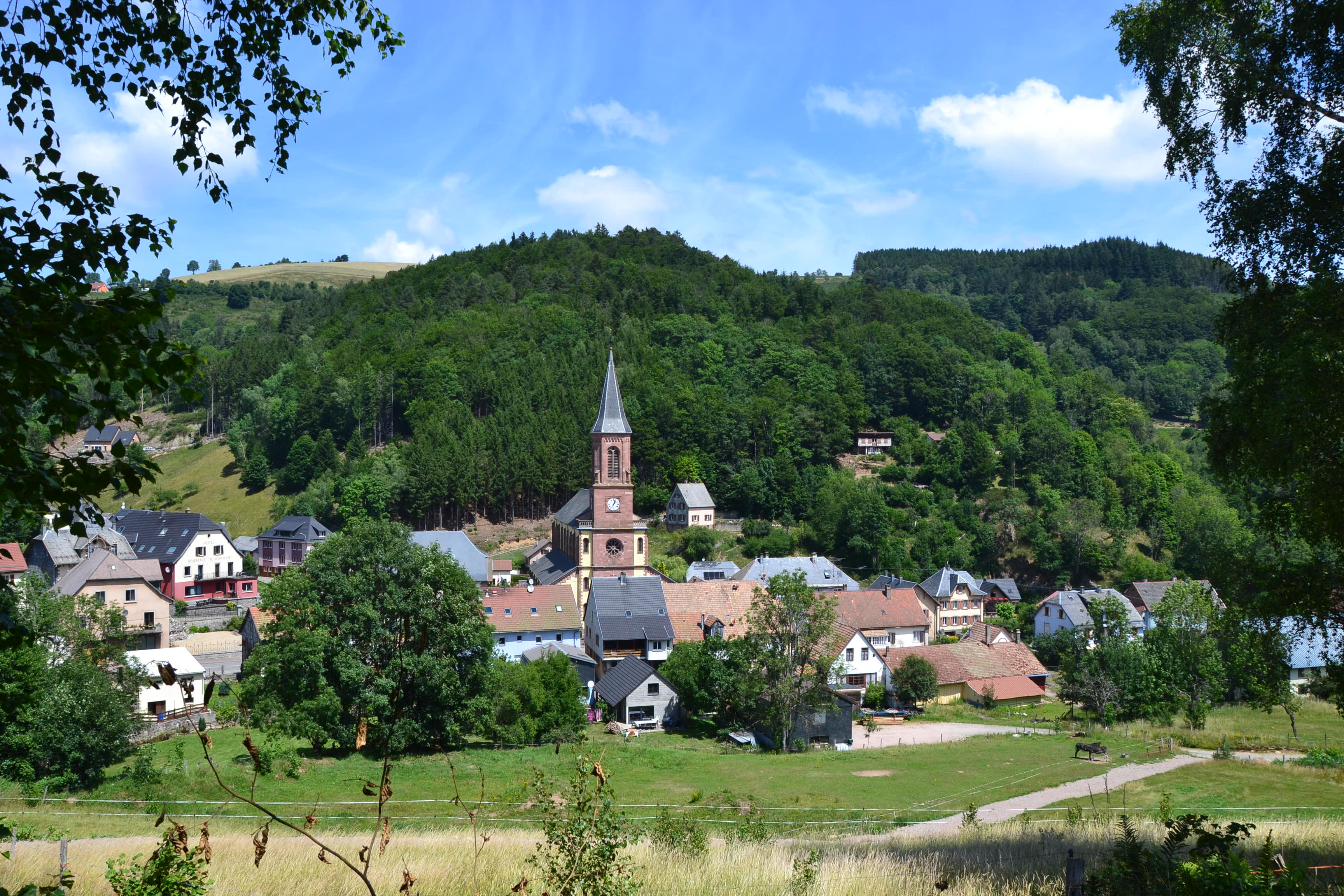
勒博诺姆镇中心全景

### 教育
勒博诺姆属于斯特拉斯堡学区。截至2023年1月1日，勒博诺姆境内共有1所小学。

### 医疗
截至2023年1月1日，勒博诺姆境内共有养老院1家。
距离勒博诺姆最近的区域性医疗机构为科尔马中心医院（Centre Hospitalier de Colmar），其主病区路易·巴斯德医院（Hôpital Louis Pasteur）位于科尔马市区西部，距离勒博诺姆市区的正常车程大约25分钟，该院设有床位1,039个，是科尔马-里博维莱区内规模最大的公立综合性医院。

### 住房
2021年，勒博诺姆境内共有各类住房469套，其中64.2%为独立式住宅，35.2%为集中式住宅。常住房屋占勒博诺姆市镇范围内居民建筑总量的67.4%。2023年，勒博诺姆的居住税率为10.00%，不动产税率为26.03%（其中空置土地的不动产税率为44.88%）。
在住房保障政策方面，2023年，勒博诺姆境内共有110户家庭获得了家庭津贴补助，受益人数占总人口数量的14.6%，其中40份为房租补助。

### 商业
2021年，勒博诺姆境内共有各类实体商铺14家，其中餐厅4家、面包房1家。

### 体育
2023年，勒博诺姆境内共有1处足球或橄榄球场。白湖滑雪场的部分区域位于勒博诺姆市镇范围内。
截至2025年2月，勒博诺姆境内暂无任何注册足球俱乐部。

### 环境
勒博诺姆的环境事务由其所属的凯瑟斯贝格谷市镇公共社区联合各级政府协调负责。2021年，勒博诺姆境内暂无污染企业。

### 治安
2023年，勒博诺姆市镇范围内累计记录各类案件19起，其中盗窃类案件8起，人身侵犯类案件7起，毒品交易类案件1起。

## 文化

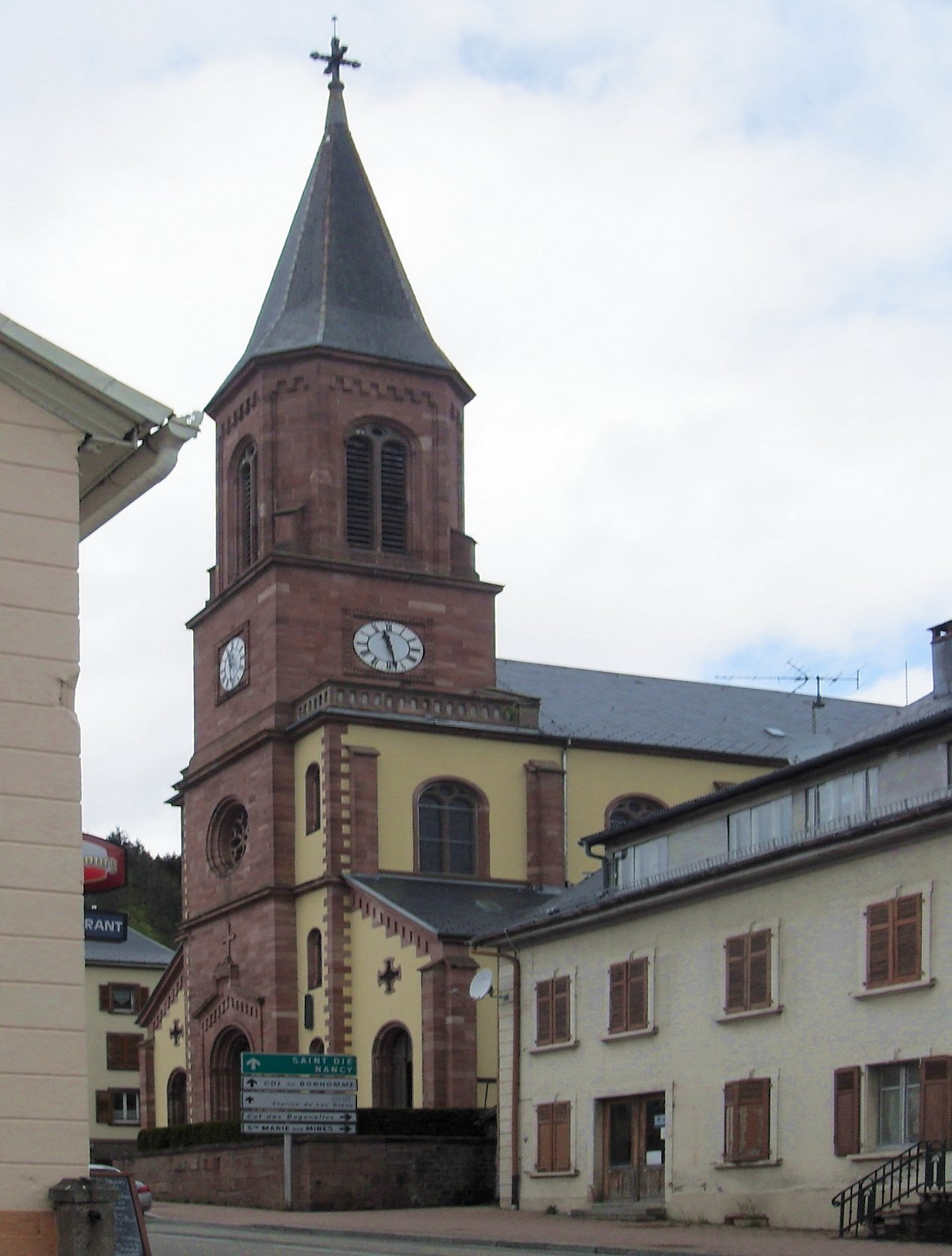
圣尼古拉教堂

2021年，勒博诺姆境内暂无任何文化设施。

### 建筑
截至2025年2月，勒博诺姆境内共有1处建筑被列入法国国家文物保护单位，为莱福顶战场遗址，此外圣尼古拉教堂（Église Saint-Nicolas du Bonhomme）、尤登堡城堡等也是当地的地标性建筑物。

### 旅游
勒博诺姆的旅游事务由其所属的凯瑟斯贝格谷市镇公共社区联合各级政府协调负责。2024年，勒博诺姆境内共有2家酒店共计41间房间。

### 媒体
法国主要的媒体均可在勒博诺姆接收，法国电视三台下属的大东部大区频道在部分时段播出勒博诺姆所在上莱茵省的地方新闻。《阿尔萨斯报》、《阿尔萨斯最新消息》、阿尔萨斯电视台、Ici阿尔萨斯等是当地主要的地方性媒体。

## 友好城市
截至2025年2月，勒博诺姆共与一座城市建立了友好城市关系：
- 菲尼斯泰尔省 凯尔尼利斯